# 新秀戦
新秀戦（しんしゅんせん）とは中国の囲碁の若手棋士による棋戦。
- 国手新秀戦（国手新秀赛　1985年-86年）
- 新秀菊花杯（新秀菊花杯 1987年-94年）。
- NEC杯囲棋賽（1997年-2001年）
- リコー杯新秀戦（2002年-14年）
- 呉清源杯新秀戦（2017ー）

2002年には女流棋戦の紅金竜杯女子新秀戦（红金龙杯女子新秀赛 ）が行われた。

## 国手新秀戦
国手戦とともに実施された。
優勝者・準優勝者
1985年 華学明 2位 兪斌・王洪軍
1986年 倪林強 2位 廖桂永・閻安

## 新秀菊花杯
国手新秀戦が新秀菊花杯と改名された。
優勝者・準優勝者
1987年 呉肇毅 2位 豊雲・兪斌
1988年 楊士海
1994年 羅洗河

## 紅金竜杯女子新秀戦
優勝者
2002年 唐奕

## 呉清源杯新秀戦
1. [[]] 伊凌濤四段(17) - 王澤錦五段(18)